# Roridula
Roridulaceae é uma família de plantas angiospérmicas (plantas com flor - divisão Magnoliophyta), pertencente à ordem Ericales. O grupo contém apenas duas espécies, ambas classificadas no género Roridula, o único desta família.
Estas plantas são originárias da África do Sul e possuem muitas adaptações comuns às plantas carnívoras, incluindo pilosidades capazes de capturar pequenos insectos. A Roridula, no entanto, não pode ser considerada como planta carnívora, no sentido estrito, uma vez que não aproveita nenhum dos nutrientes fornecidos pelos animais capturados, que são consumidos por escaravelhos reduvídeos da espécie Pameridea roridulae, o seu organismo simbionte. Por esta razão é por vezes colocada dentro do conjunto das plantas protocarnívoras. Em troca pelo fornecimento de presas, o insecto fertiliza o solo da Roridula.